# Космонавтика Украины

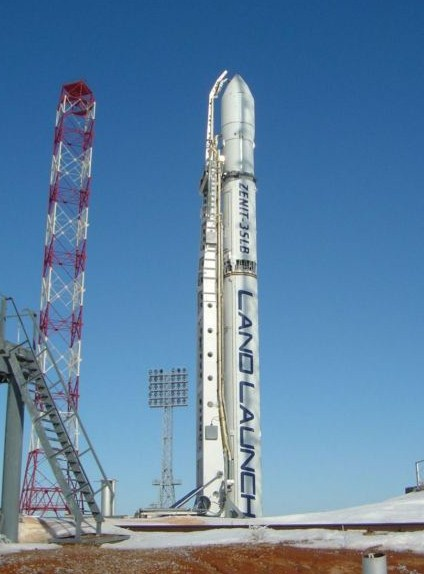
Ракета-носитель Зенит-3SLБ на стартовой площадке

Космонавтика Украины — деятельность Украины, связанная с освоением космического пространства, предоставлением космических услуг и пр.
Украинскими конструкторами и учёными в КБ «Южное» и ПО «Южный машиностроительный завод» (Южмаш) были созданы ракеты-носители «Зенит-2», «Днепр» и «Циклон-3».
В период с 1991 года предприятия ракетно-космической отрасли Украины участвовали в создании четырёх новых космических ракетных комплексов: «Морской старт», «Наземный старт», «Днепр» и «Antares». Украина участвует в разработке разгонных блоков для грузовых ракет в проектах НАСА и Европейского Союза и производит для них блоки ракет.
Разработаны космические аппараты «Океан-О», «АУОС», «Микрон» и национальный «Сич-1».
Украина также участвовала в производстве аппаратуры стыковки «Курс» для МКС, системами прицеливания ракет, аппаратурой систем управления для космических комплексов «Союз», «Прогресс», «Протон»; уникальными объектами наземной инфраструктуры: контрольно-корректирующими станциями для глобальных навигационных спутниковых систем, сетью наблюдений геофизических явлений.
Однако очень многое из космической инфраструктуры отсутствует, например, нет собственного космодрома.
У Украины в настоящее время находится три космических аппарата на орбите: Сич-2-30 и два студенческих наноспутника PolyITAN-1 и PolyITAN-2.
После провозглашения независимости при участии Украины выполнено 125 запусков ракет-носителей (на 2012), с использованием которых на орбиту было выведено 238 ИСЗ, и до недавнего времени[когда?], по данным Государственного космического агентства Украины (2011), на украинскую промышленность приходилось ежегодно от 9 до 11 % всех ракетных запусков в мире.
Украина является членом большинства международных организаций в сфере космоса, таких как UNCOPUOS (Комитет ООН по мирному использованию космического пространства), COSPAR (Мировой комитет по вопросам космических исследований), IADC (Координационный межведомственный комитет по вопросам загрязнения в космосе).

## История

### Советский период
С момента начала работ над созданием в СССР ракет-носителей военного и гражданского назначения ресурсы и предприятия УССР принимали участие в советской космической программе. Так, предприятия и организации «Коммунар», «Арсенал», «Монолит», Евпаторийский космический центр принимали участие в подготовке запуска первого искусственного спутника Земли, выведенного на орбиту 4 октября 1957 года.
С начала 1960-х годов предприятия на территории УССР принимали участие в разработке и производстве систем управления, бортовой автоматики и других систем и приборов для космических объектов и комплексов.
12 апреля 1961 года советская ракета-носитель «Восток», оборудованная приборами предприятий «Коммунар» и «Арсенал», вывела на околоземную космическую орбиту первого в истории человечества космонавта Юрия Гагарина.
В 1961 году ОКБ-586 начало участие в космической программе, приняв участие в разработке космических аппаратов «Метеор» и «Стрела».
В 1962 году ракета-носитель «Космос» вывела на орбиту первый спутник днепропетровской разработки ДС-2, в 1967 году ракетой-носителем «Космос» на орбиту был выведен спутник «Космическая стрела».
В дальнейшем, в ОКБ-586 вместе с боевыми межконтинентальными баллистическими ракетами продолжали разработку космических ракет.
С 1976 года в НПО «Молния» (возглавляемом Г. Е. Лозино-Лозинским) началась разработка орбитальных кораблей «Бор» и «Буран».

### 1992—2014
1990-е
После провозглашения независимости Украины на территории Украины остались 130 предприятий ракетно-космической отрасли промышленности СССР (конструкторские бюро, научно-исследовательские институты, производственные объединения, испытательные центры и др.).
После провозглашения безъядерного статуса Украины производство боевых баллистических ракет было прекращено, а находившиеся на территории Украины межконтинентальные боевые ракеты были сняты с боевого дежурства и демонтированы. Предприятия ракетно-космического комплекса были переориентированы на выпуск продукции невоенного назначения.
В связи с осложнением ситуации в экономике страны возник вопрос в целесообразности сохранения такой затратной отрасли машиностроения, как космическое.
29 февраля 1992 года Указом Президента при Кабинете министров Украины было создано Национальное космическое агентство Украины (НКАУ).
В 1994 году проект двухступенчатого космического комплекса из самолёта-носителя Ан-225 и орбитального космического корабля-ракетоплана («Многоцелевая авиационно-космическая система») был представлен на Всемирном салоне изобретений, научных исследований и промышленных инноваций «Брюссель-Эврика-94».
В 1995 году КБ «Южное» и производственное объединение «Южмаш» совместно с партнерами из США, России и Норвегии начали реализацию проекта «Морской старт», который предусматривал коммерческий запуск ракет с плавучего космодрома-платформы, расположенной в Тихом океане у острова Рождества. В проекте использовали украинско-российскую ракету-носитель «Зенит-2».
31 августа 1995 с российского космодрома «Плесецк» был произведён запуск ракеты-носителя «Циклон-3», который должен был вывести на орбиту украинский космический аппарат связи «Сич-1» и чилийский спутник связи «Фасат Альфа». Ракета вышла в космос, но вследствие аварийной расстыковки эксплуатация аппарата оказалась невозможна.
3 ноября 1995 в Москве было подписано «Соглашение о создании общего научно-технологического пространства государств-участников Содружества Независимых Государств», предусматривавшее сохранение и развитие научно-технической кооперации среди стран СНГ.
В 1996 году были созданы Институт космических исследований НАНУ и Национальный центр аэрокосмического образования молодёжи
19 ноября 1997 года в составе международного экипажа на американском космическом корабле «Columbia» совершил первый полёт в космос первый космонавт Украины Л. К. Каденюк.
Также, в 1997 году был подписан предварительный контракт с итальянской компанией «Фиат Авиа», на основании которого Украина начала участие в проекте по созданию европейской ракеты-носителя «Вега».
Кроме того, Украина принимала участие в международной программе по изучению магнитосферы «Интербол»
В 1999 году в ведение НКАУ были переданы более 20 предприятий и организаций, среди которых ГКБ «Южное» и ПО «Южный машиностроительный завод им. А. М. Макарова». В том же году было основано совместное российско-украинское предприятие «Международные космические услуги».
2000-е
24 октября 2002 года была утверждена Национальная космическая программа Украины, в соответствии с которой создание спутниковой группировки было запланировано на 2003—2007 гг.
В 2002 году активизировалось сотрудничество в космической сфере между Украиной и Бразилией. 21 октября 2003 года страны заключили договор о долгосрочном сотрудничестве по использованию ракеты-носителя «Циклон-4» на бразильском пусковом центре Алкантара (который был ратифицирован в феврале 2004 года). Строительство стартовой площадки началось в сентябре 2010 года, в июне 2011 года для обеспечения участия в строительстве украинской стороны Кабинет министров Украины предоставил государственную гарантию для привлечения кредита в размере 260 млн долларов США
В феврале 2004 года ГКБ «Южное» и ПО «Южмаш» подписали с итальянской Avio SpA контракт на разработку, квалификацию и поставку маршевого двигателя четвёртой ступени для ракеты-носителя «Вега». В том же году был построен спутник «Сич-1М» и начались работы по программе «Наземный старт».
24 декабря 2004 года с космодрома «Плесецк» был запущен спутник «Сич-1М», который работал до 15 апреля 2006 года.
В середине 2000х годов КБ «Южное» объявило о возможности разработки семейства ракет-носителей «Маяк» (в июне 2005 года макеты трёх версий ракет — «Маяк-12», «Маяк-22» и «Маяк-23» были показаны на авиасалоне в Ле-Бурже). Также, в июне 2005 года на авиасалоне в Ле-Бурже было подписано Соглашение о стратегическом сотрудничестве между правительством Украины и компанией EADS в области самолётостроения, космической отрасли, связи и безопасности.
В 2006 году было объявлено о возможности создания беспилотного воздушно-космического аппарата «Сура» (26 сентября 2008 года макет аппарата был представлен на проходившем в Киеве авиасалоне «Авіасвіт XXI»).
В мае 2007 года Кабинет министров Украины утвердил план мероприятий по созданию национальной спутниковой системы связи, оператором которой должно было стать госпредприятие «Укркосмос».
Также, в 2007 году КБ «Южное», «Хартрон» и «Южмаш» изготовили для Египта первый египетский спутник дистанционного зондирования Земли EgyptSat-1.
В 2008 году украинские предприятия КБ «Южное» и ПО «Южмаш» подписали договор с американской компанией Orbital Sciences Corporation о создании первой ступени ракеты-носителя «Antares» для доставки на низкие орбиты грузов в рамках программы «Commercial Orbital Transportation Services» (первый запуск ракеты «Antares» был осуществлен с американского космодрома Уоллопс в апреле 2013 года; 10 января 2014 был осуществлён ещё один запуск ракеты-носителя «Antares» — с грузовым модулем «Cygnus», доставившим 1,26 тонн груза на Международную космическую станцию).
В 2009 году три университета Украины (Днепропетровский национальный университет, Киевский политехнический институт и Национальный аэрокосмический университет «Харьковский авиационный институт») стали участниками проекта CRIST («Реформирование образовательных программ в области космических технологий».
В декабре 2009 года НКАУ заключило контракт с канадской компанией «MacDonald, Dettwiler and Associates Ltd.», которая должна была изготовить первый украинский спутник связи и построить на территории Украины объекты наземной вспомогательной инфраструктуры для его использования (два центра контроля и управления полётами).
Запуск спутника «Либідь-1» был запланирован на 2011 год, несколько раз откладывался и так и не состоялся.
2010-е
1 октября 2010 года было подписано первое соглашение о сотрудничестве в космической сфере между Украиной и Японией — Меморандум о намерениях по реализации совместного проекта относительно проектирования и эксплуатации микро- и наноспутников ДЗЗ с целью отработки технологий и проведения исследования окружающей среды, почв, сельскохозяйственных ресурсов, определения перспективных методов мониторинга и оценки экономической эффективности их применения. На первом этапе сотрудничество предполагалось в основном по вопросам получения, обработки и использования данных спутника.
В октябре 2010 был рассмотрен вопрос о подготовки полёта украинского космонавта на российский сегмент МКС, однако выделение средств на полёт космонавта позднее не было предусмотрено.
В марте 2011 года правительство Украины утвердило стратегию развития космической отрасли до 2032 года, которая предусматривала создание системы дистанционного зондирования «Сич-2», Национальной системы космической связи «Лыбидь», системы координатно-временного и навигационного обеспечения, а также системы осуществления контроля и проведения анализа космического пространства. Общий объём финансирования программы был утверждён в размере 38,5 млрд гривен.
17 августа 2011 года был выведен на орбиту «Сич-2» (проработал до декабря 2012 года).
К началу марта 2012 в сферу управления ГКАУ входили более 30 предприятий и организаций (в том числе, КБ «Южное» и ПО «Южный машиностроительный завод» в Днепропетровске, «Коммунар», «Хартрон» и НИИ радиотехнических измерений в Харькове, казенное предприятие специального приборостроения «Арсенал», Киевский радиозавод и производственное объединение «Киевприбор», НПО «Павлоградский химический завод» в Днепропетровской области, Национальный центр управления и испытаний космических средств вблизи Евпатории и др.)
В 2012 году на рассмотрение был вынесен вопрос о возможности возобновления программы МАКС.
1 февраля 2013 во время запуска ракеты-носителя «Зенит-3SL» со спутником связи «Intelsat 27» по программе «Морской старт» произошла авария, в результате отказа бортового источника питания, разработанного в КБ «Южное» и произведенного на ПО «Южмаш» ракета упала в Тихий океан в нескольких километрах от места старта
В мае 2013 года был заключён контракт на изготовление украинскими предприятиями 5 маршевых двигателей четвёртой ступени для ракет-носителей «Вега» (три двигателя должны были быть поставлены заказчику в 2014 и ещё два — в 2015 году).
В сентябре 2013 года правительством Украины была принята целевая научно-техническая космическая программа на 2013—2017 годы (общий объём финансирования программы был утверждён в размере 2,58 млрд гривен, из которых 1,12 млрд предполагалось выделить из государственного бюджета, а остальные — изыскать из внебюджетных источников)
Начавшийся в ноябре 2013 года политический кризис привёл к осложнению обстановки в стране.
Утверждённое Верховной Радой Украины 27 февраля 2014 года новое правительство Украины объявило о разрыве технического сотрудничества с Россией (в том числе, в аэрокосмической сфере).
27 июня 2014 года была подписана экономическая часть соглашения об ассоциации между Украиной и Евросоюзом (вступившая в силу 1 сентября 2014 года), в тексте раздела V «Экономическое и отраслевое сотрудничество» соглашения упомянуто «сотрудничество в космосе».
22 августа 2014 было объявлено, что «Морской старт» приостанавливает деятельность до середины 2015 года.
29 октября 2014 ракета-носитель «Antares» с космическим грузовиком «Cygnus», который должен был доставить свыше двух тонн груза к МКС, взорвалась в момент старта на космодроме Уоллопс на атлантическом побережье США. Первая ступень взорвавшейся ракеты-носителя «Antares» была разработана КБ «Южное». Вслед за этим, США приняли решение приостановить сотрудничество с ПО «Южмаш» по проекту «Антарес»

## Современный этап
27 января 2015 экс-президент Украины Л. Кучма выступил с заявлением, что в случае закрытия ПО «Южмаш» Украина может потерять статус космической державы.
В апреле 2015 стало известно о выходе Бразилии из совместного с Украиной проекта по созданию ракетно-космического комплекса «Циклон-4», после 12 лет сотрудничества, из-за его убыточности (решение было принято в январе 2015 года, к этому времени Бразилия инвестировала в проект свыше 1 млрд бразильских реалов).
В мае 2015 коллектив государственного предприятия «Южмаш» попросил украинские власти ликвидировать ракетостроение в стране, либо принять неотложные меры по обеспечению предприятия госзаказом.
21 мая 2015 была утверждена космическая программа Украины на период до 2022 года, в соответствии с которой в 2015—2022 гг. планируется запуск шести космических аппаратов («Лыбидь», «Лыбидь-2», «Сич-2-1», «Сич-2М», «Сич-3» и «Ионосат»).
7 августа 2015 руководство ГКАУ сообщило о намерении создать космический центр «Южный», путём поэтапного объединения двух существующих предприятий («Южный машиностроительный завод» и КБ «Южное»), «для преодоления кризисной ситуации».
30 ноября 2017 Европейское космическое агентство выделило 53 млн евро на финансирование программы «Vega Evolution», которая предусматривает замену украинских жидкостных ракетных двигателей РД-843 (поставляемых для ракет-носителей Vega) на более экологичные немецкие двигатели.
23 августа 2019 на Украине впервые[прояснить] было проведено испытание ступени ракеты-носителя: КБ «Южное» провел первый прожиг третьей ступени РН среднего класса «Циклон-4» (спроектированной в этом же бюро).
В 2019 году Рада приняла закон, снявший ограничения на участие частного бизнеса в космической отрасли.
В 2020 г. Кабмин отменил запрет на испытания ракет-носителей и запуск космических аппаратов.
13 января 2022 года компания SpaceX запустила с мыса Канаверал ракету-носитель Falcon 9 со 105 спутниками из 20 стран, в том числе украинским спутником Сич-2-30 (ранее «Сич-2-1»). По словам главы ГКАУ Владимира Тафтая, сумма контракта на запуск «Сич 2-30» на РН SpaceX составила 1,99 миллиона долларов.
Впоследствии спутник не был идентифицирован (обнаружен) и внесён в соотв. базу; позже в КБ «Южное» сообщили, что спутник таки вышел на связь, однако недостаток энергии приводит к нарушениям связи.

## Инфраструктура
Собственный космодром отсутствует.
- Национальный аэрокосмический университет имени Н. Е. Жуковского (Харьков) — институт, выпускающий инженеров в авиации и космонавтике;
- Львовский центр Института космических исследований НАН и НКА Украины
- НЦУИКС (Крым) — Национальный центр управления и испытания космических средств[36]

## Техника
Модификации ракет серии Р-36 (предшественники ракет «Днепр» и «Циклон»):
- Р-36М «Сатана» (15А14);
- Р-36М УТТХ «Сатана» (15А18)(по классификации НАТО: SS-18 Mod 4);
- Р-36М2 «Воевода» (15А18М) (по классификации НАТО: SS-18 Mod 5 «Satan»,SS-18 Mod 6 «Satan»);
- Р-36М3 «Икар» (проект).

Ракеты-носители:
- РН Днепр (15A18) — космическая ракета, переоборудованная Р-36М с истекшим сроком эксплуатации. Вместо ядерных боеголовок устанавливаются космические аппараты;
- РН "Циклон " — ракеты строятся с нуля по технологии изготовления ядерных ракет серии Р-36.
- РН Циклон-2 — создана на базе ядерной 8К69 (первый пуск 6 августа 1969 года, последний — в июне 2006)[37]
- РН Циклон-3 — создана на основе ядерной 8К69 (первый пуск 24 июня 1977); производство прекращено[38]
- РН Циклон-4 (класс ракеты-носителя: лёгкий; строительство прекращено[39]) и Циклон-4М (класс ракеты-носителя: средний) — строится космодром в Канаде (финансируется США) — постройка космодрома до 2018, пуск ракеты до 2020 года[40]
.

другие ракеты:
- РН Зенит-2
- РН Зенит-3SL
- РН Зенит-2SLB
- РН Зенит-3SLБ
- РН Зенит-3SLБФ
- Список запусков ракет-носителей семейства «Зенит»
- РН "Маяк " — новая серия ракет на основе ракет «Циклон» и «Зенит»

## Международное сотрудничество
В силу исторических обстоятельств Украина в космической сфере постоянно вынуждена кооперироваться с мировым сообществом. Порой это тормозит её развитие, но преимущественно именно это позволяет раскрывать её потенциал более полно.
Украина является участником важнейших международных переговоров в космической отрасли, включая Договор о принципах, регулирующих деятельность государств в исследовании и использовании космоса, включая Луну и другие небесные тела (1967). Со времени своего создания ГКАУ подписало 38 межгосударственных и межведомственных соглашений с 16 странами.
Украина подписала ряд межгосударственных соглашений в этой сфере (с Европейским космическим агентством, США, Россией, Китаем, Бразилией) и принимала участие во многих международных научно-исследовательских программах (включая исследования по вопросам космической биологии на станции «Мир» и многие другие программы).
Нынешние проекты включают программу Наземный старт — с США и Россией.

### Пилотируемая космонавтика
27 октября 2010 года на заседании Комитета по вопросам экономического сотрудничества Украинско-Российской межгосударственной комиссии был рассмотрен вопрос о подготовке полёта украинского космонавта на российский сегмент МКС. Стоимость программы оценили в 140 млн долларов, однако в принятой правительством Украины целевой научно-технической космической программе Украины на 2008—2012 годы выделение средств на полёт космонавта было не предусмотрено.
В апреле 2011 года началось рассмотрение вопроса о возможности полёта второго украинского космонавта в 2014 году — в качестве члена полугодовой экспедиции на борт МКС за счет российской квоты.

### Украина — Россия

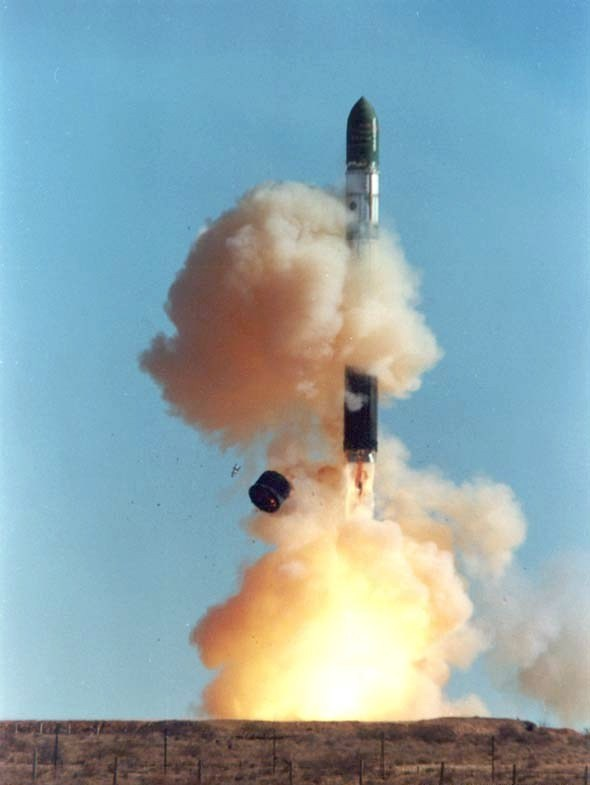
Конверсионная ракета Днепр

Крупнейшим партнером Украины в космической сфере до 2014 года являлась Россия. Это обусловлено историческими обстоятельствами. Космическая промышленность создавалась в советский период, с учётом кооперации между предприятиями в союзных республиках СССР. Это обстоятельство обусловило взаимозависимость между Украиной и Российской Федерацией в авиакосмической отрасли.
После начала украино-российской войны в феврале 2014 года, сотрудничество между странами было остановлено.
В феврале 2015 года стало известно о том, что Россия отказывается от использования ракет-носителей «Рокот» и ракет-носителей «Зенит» украинского производства.
Летом 2016 Россия приняла решение отказаться от участия Украины при старте ракет «Днепр», который планируется переименовать в «Байкал» и запускать собственными силами.

### Украина — ЕКА
Украина взаимодействует с Европейской комиссией и Европейским космическим агентством (ЕКА) в рамках первой европейской космической программы, а также участия в программах Аврора, Галилео, GMES и FLPP (перспективные носители для выведения).
Украина принимала участие в Программе поддержки «Бистро-2» Европейской комиссии, которая касается обеспечения защиты права на интеллектуальную собственность, в рамках коммерциализации украинских космических технологий.
ГКАУ участвует в проекте «Бистро-3» который имеет целью определение механизмов маркетинга космических технологий в гражданской сфере.
По программе Галилео, соглашение между ЕС и Украиной определяет многие отрасли сотрудничества:
- радиочастотный спектр;
- научно-исследовательская и учебная;
- промышленная деятельность;
- развитие торговли и рынка;
- стандартизация,
- сертификация и регулятивные меры;
- безопасность, ответственность и возмещение расходов.

Соглашением также предусмотрено создание совместных предприятий с целью реализации программы, использования и развития услуг Галилео. В предмет сделки, кроме того, входит защита прав интеллектуальной, коммерческой и промышленной собственности во всех сферах, имеющих отношение к обеспечению и обслуживанию программы Галилео для улучшения сотрудничества в сфере производства.
ЕС и Украина договариваются также о сотрудничестве в вопросах изучения и реализации архитектуры наземной системы и пришли временного согласия по распространению системы EGNOS на территорию Украины, используя наземную инфраструктуру, которая состоит из украинских станций контроля.
Сопредседатель совместной рабочей группы Украина — ЕС по космическим исследованиям Хардвиг Бишофф признает большие возможности Украины в области космических исследований и технологий и считает, что страна найдет достойное место в европейской космической политике и европейской космической сотрудничества. По его словам, прежде всего речь идет о системе глобального мониторинга окружающей среды и безопасности — GMES (Global Monitoring for Environment and Security). Х. Бишофф считает, что навигационная система Galileo, создаваемая в Европе, должна охватить и территорию Украины. По его словам, сейчас ведутся переговоры о подключении Украины к созданию такой европейской системы глобальной навигации, которая в отличие от американской системы GPS имеет гражданское применение. Также большие возможности для сотрудничества существуют в сфере космических наук, в секторе запуска космических аппаратов, считает представитель Еврокомиссии. Он также признает существование проблем на пути космического сотрудничества. Одна из них заключается в том, что украинской стороне не так легко быть вовлеченной в европейские научно-исследовательских программ, а также в европейские консорциумов. «Мы с европейской стороны должны предоставлять больше поддержки и давать больше идей — как интегрировать украинских ученых к крупным проектам», считает Х. Бишофф. Одновременно он отметил, поскольку получение Украиной членства в ЕКА потребует немало лет, стороны могут сотрудничать напрямую в рамках Соглашения о научно-техническом сотрудничестве между Украиной и ЕС.
.

### Украина — США
США были одними из инициаторов и главным источником финансирования в рамках создания проекта Морской старт.

### Украина — Китай
В 1995 году была создана украинское-китайская подкомиссия по вопросам сотрудничества в сфере освоения космического пространства в мирных целях. В дальнейшем, состоялось семь заседаний этого органа.
Среди документов, подписанных Киевом и Пекином в рамках государственного визита в КНР Президента Украины Виктора Януковича, была Программа украинского-китайского сотрудничества в области исследования и использования космического пространства в мирных целях на 2011—2015 годы. Генеральный директор Государственного космического агентства Украины Юрий Алексеев отметил, что это уже третья пятилетняя программа, она содержит 52 пункта, из которых около 35 рассчитаны на 2011—2012 годы, другие на дальнейшую перспективу.

О возможности участия Украины в лунной программе КНР, Ю. Алексеев отметил, что в «Программе записано: проработать вопрос и рассмотреть возможность использования достижений „КБ Южное“ в Лунной космической программе Китаю».

### Другие государства
Сотрудничество между украинскими и индийскими предприятиями в космической отрасли началось во времена СССР.

20-23 июля 2003 года в ходе визита на Украину делегации Индийской организации космических исследований (ИКДО) был подписан Протокол о намерениях по сотрудничеству между ГКАУ и ИКДО в космической сфере по 4 направлениям: создание ракетных двигателей, совместное производство деталей и приборов для космических аппаратов, совместные исследования и производство ракетного топлива различных типов.